# Basin (Białoruś)
Basin (biał. Басіна, ros. Басино) – wieś na Białorusi w rejonie nowogródzkim obwodu grodzieńskiego, w sielsowiecie Wsielub.

## Geografia
Basin leży na północny wschód od Parku Krajobrazowego „Nowogródzki” (Ландшафтный заказник «Новогрудский»). Na północ od miejscowości znajduje się wieś Recemla, na południowym wschodzie – Klukowicze, na południu – Horodeczna, na zachodzie – Mościszcze. W pobliżu Basina przebiegają dwie drogi republikańskie R5 i R10.

## Historia
W XIX w. Basin leżał w gminie Horodeczne, w powiecie nowogródzkim guberni mińskiej. Pod koniec stulecia liczył 41 osad i był własnością O'Rourke'ów oraz Michalkiewiczów. We wsi znajdował się dwór O'Rourke'ów, zniszczony w latach I wojny światowej.
W okresie międzywojennym wieś i folwark Basin należały do gminy Horodeczna w powiecie nowogródzkim województwa nowogródzkiego II Rzeczypospolitej. 
Po II wojnie światowej Basin znalazł się w granicach Białoruskiej SRR, a od 1991 r. – w niepodległej Białorusi.